# Montigny-sur-l'Hallue
Montigny-sur-l'Hallue is een gemeente in het Franse departement Somme (regio Hauts-de-France) en telt 197 inwoners (1999). De plaats maakt deel uit van het arrondissement Amiens.

## Geografie
De oppervlakte van Montigny-sur-l'Hallue bedraagt 5,0 km², de bevolkingsdichtheid is 39,4 inwoners per km².
De onderstaande kaart toont de ligging van Montigny-sur-l'Hallue met de belangrijkste infrastructuur en aangrenzende gemeenten.

## Demografie
Onderstaande figuur toont het verloop van het inwonertal (bron: INSEE-tellingen).

## Oorlogsgraven
- Montigny Communal Cemetery
- Montigny Communal Cemetery Extension